# Kwas wakcenowy
Kwas wakcenowy, C
17H
33COOH – organiczny związek chemiczny z grupy nienasyconych kwasów tłuszczowych, zawierający wiązanie podwójne w pozycji Δ-11. Wytwarzany jest przez florę bakteryjną w żwaczu przeżuwaczy oraz w przewodach pokarmowych zwierząt morskich. Obecny jest (jako izomer trans) w mleku krowim i tłuszczach pochodzenia mlecznego, a także w roślinach, mikroorganizmach i w organizmie człowieka (gdzie stwierdzono również występowanie izomeru cis). Wykryty został w 1928 roku w tłuszczu zwierzęcym. Nazwa pochodzi od łac. vacca – krowa. Bierze udział w przekazywaniu sygnałów komórkowych i wpływa na metabolizm lipidów. Spowalnia rozwój komórek nowotworowych.